# Col de Soladier
Der Col de Soladier (1577 m) ist ein Pass in den Voralpen des Schweizer Kantons Waadt.

## Lage
Vom Pass in Richtung Nordwesten zieht sich ein Rücken zum Molard (1752 m ü. M.), nach Südosten steigt das Gelände zum Grat an, an dem sich Le Pila (1892 m ü. M.) und Cape au Moine (1941 m ü. M.) befinden.
Der Pass verbindet die Alpe de Caudon im oberen Tal der später in die Veveyse mündende Veveyse de Fégire mit den Alpweiden von Soladier und Les Béviaux im Tal der Baye de Montreux oberhalb von Les Avants.

## Name
Der Name leitet sich von Sor la Dy (über der Dy) ab, der südlich gelegenen Quelle der Baye de Montreux.

## Geologie
Der Untergrund besteht aus fossilführendem Schiefer aus der Serie des Unterjura (Lias).

## Tourismus
Der Pass dient einerseits als Übergang von Les Avants nach Châtel-Saint-Denis, andererseits führen von dort Wanderwege zu Le Folly und Le Molard nach Nordwesten sowie Richtung Südosten zum Col de Jaman (1512 m ü. M.) und Col de Pierra-Perchia (1859 m ü. M.). Vom Col de Pierra-Perchia können die im Kanton Freiburg gelegenen Haltestellen Allières und Les Cases der Bahnstrecke Montreux–Lenk im Simmental erreicht werden und zudem auf anspruchsvollen Alpinwanderwegen (T5) die Cape au Moine oder, nach Überschreitung des Le Pila, der nördlich gelegene Vanil des Artses bestiegen werden.
Im Winter ist der Pass per Tourenski erreichbar.

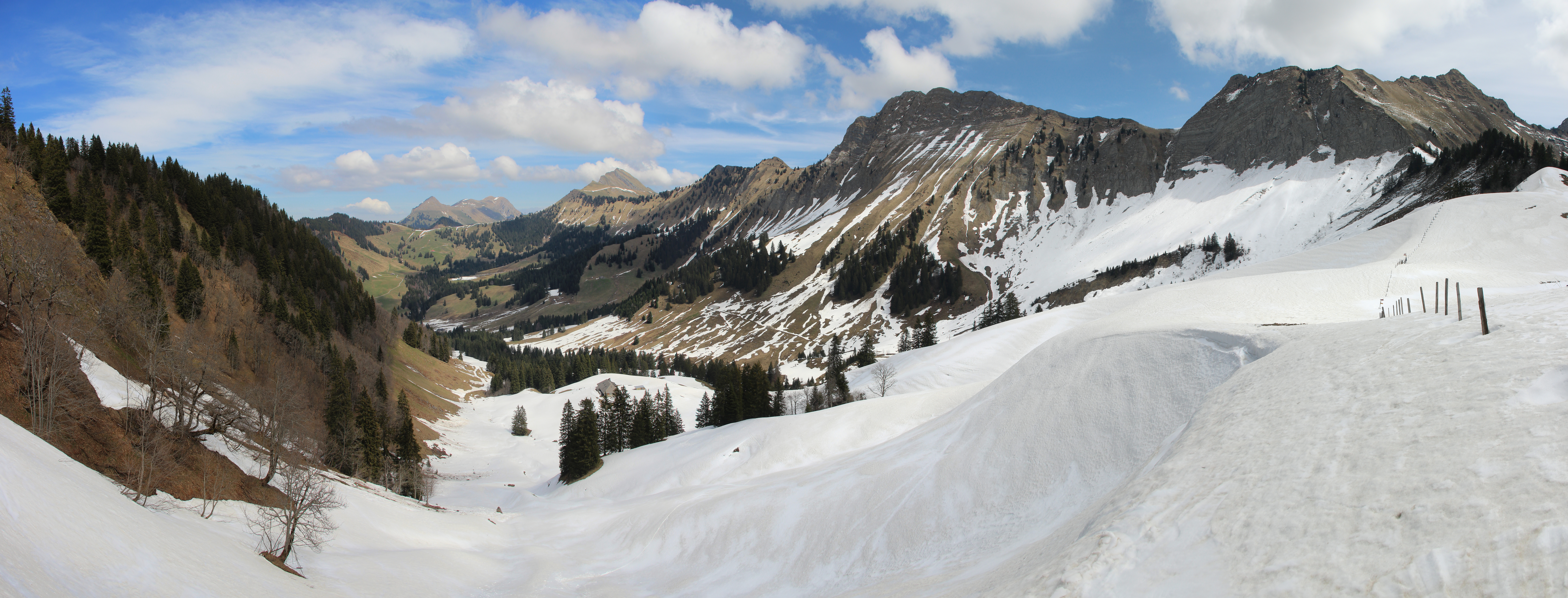
Blick vom Col de Soladier nach Norden ins Tal der Veveyse de Fégire, links der Hang des Molard, die Felsberge sind von links nach rechts Moléson, Dent de Lys, Vanil des Artses und Le Pila